# نادي المحمودية
نادي المحمودية الرياضي هو أحد أندية الدوري العراقي يقع ضمن محافظة بغداد يلعب في دوري الدرجة الأولى العراقي.